# Graniczna Placówka Kontrolna Straży Granicznej w Gubinku
Graniczna Placówka Kontrolna Straży Granicznej w Gubinku – zlikwidowana graniczna jednostka organizacyjna Straży Granicznej wykonująca kontrolę graniczną osób, towarów i środków transportu bezpośrednio w przejściach granicznych na granicy z Republiką Federalną Niemiec.

## Formowanie i zmiany organizacyjne
W 2000 rozpoczęła się reorganizacja struktur Straży Granicznej, związana z przygotowaniem Polski do wstąpienia, do Unii Europejskiej i przystąpieniem do Traktatu z Schengen. Podczas restrukturyzacji wprowadzono kompleksową ochronę granicy już na najniższym szczeblu organizacyjnym tj. strażnica i graniczna placówka kontrolna. Wprowadzona całościowa ochrona granicy zniosła podział na graniczne jednostki organizacyjne ochraniające tylko tzw. „zieloną granicę” i prowadzące tylko kontrole ruchu granicznego. W wyniku tego, 2 stycznia 2003 nastąpiło zniesie strażnicy SG w Gubinie. Ochraniany przez strażnicę odcinek granicy, przejęła Graniczna Placówka Kontrolna Straży Granicznej kategorii I w Gubinku (GPK SG w Gubinku).
W 2002 Graniczna Placówka Kontrolna Straży Granicznej w Gubinku była kategorii I.
Jako Graniczna Placówka Kontrolna Straży Granicznej w Gubinku funkcjonowała do 23 sierpnia 2005 i 24 sierpnia 2005 Ustawą z 22 kwietnia 2005 O zmianie ustawy o Straży Granicznej... została przekształcona na Placówkę Straży Granicznej w Gubinku (PSG w Gubinku).
16 marca 2009 na bazie połączenia załóg GPK SG w Gubinku i strażnic SG w: Strzegowie, Polanowicach, Gubinie i Żytowaniu, została utworzona Placówka SG w Zielonej Górze-Babimoście.

## Podległe przejścia graniczne
- Gubin-Guben (drogowe)
- Gubin-Guben (kolejowe)
- Gubinek-Guben (drogowe)
- Miłów-Eisenhüttenstadt (rzeczne)
- Zielona Góra-Babimost (lotnicze)
- Zielona Góra-Przylep (lotnicze).